# Patinação artística nos Jogos Asiáticos de Inverno de 2017
As competições de patinação artística nos Jogos Asiáticos de Inverno de 2017 foram disputadas no Makomanai Ice Arena em Sapporo, no Japão entre 23 e 26 de fevereiro de 2017. 

## Medalhistas
| Evento                          | Ouro                            | Prata                              | Bronze                                     | Ref.  |
| ------------------------------- | ------------------------------- | ---------------------------------- | ------------------------------------------ | ----- |
| Individual masculino (detalhes) | Shoma Uno · Japão               | Jin Boyang · China                 | Yan Han · China                            | [ 1 ] |
| Individual feminino (detalhes)  | Choi Da-bin · Coreia do Sul     | Li Zijun · China                   | Elizabet Tursynbayeva · Cazaquistão        | [ 1 ] |
| Duplas (detalhes)               | Yu Xiaoyu · Zhang Hao · China   | Peng Cheng · Jin Yang · China      | Ryom Tae-ok · Kim Ju-sik · Coreia do Norte | [ 1 ] |
| Dança no gelo (detalhes)        | Wang Shiyue · Liu Xinyu · China | Kana Muramoto · Chris Reed · Japão | Zhao Yan · Chen Hong · China               | [ 1 ] |

## Quadro de medalhas
| Ordem | País            | Medalha de ouro | Medalha de prata | Medalha de bronze |    |
| ----- | --------------- | --------------- | ---------------- | ----------------- | -- |
| 1     | China           | 2               | 3                | 2                 | 7  |
| 2     | Japão           | 1               | 1                |                   | 2  |
| 3     | Coreia do Sul   | 1               |                  |                   | 1  |
| 4     | Cazaquistão     |                 |                  | 1                 | 1  |
| 4     | Coreia do Norte |                 |                  | 1                 | 1  |
| TOTAL | TOTAL           | 4               | 4                | 4                 | 12 |